# Гранд Ајланд (Небраска)
Гранд Ајланд (енгл. Grand Island) град је у америчкој савезној држави Небраска.

## Демографија
По попису из 2010. године број становника је 48.520, што је 5.58 (13,0%) становника више него 2000. године.
| Група             | 2000.          | 2010.          |
| Белци             | 34.960 (81,4%) | 33.280 (68,6%) |
| Афроамериканци    | 180 (0,4%)     | 1.002 (2,1%)   |
| Азијати           | 562 (1,3%)     | 584 (1,2%)     |
| Хиспаноамериканци | 6.845 (15,9%)  | 12.933 (26,7%) |
| Укупно            | 42.940         | 48.520         |